# Pittosporum divaricatum
Pittosporum divaricatum är en tvåhjärtbladig växtart som beskrevs av Leonard C. Cockayne. Pittosporum divaricatum ingår i släktet Pittosporum och familjen Pittosporaceae. Inga underarter finns listade.